# 元寇史料館

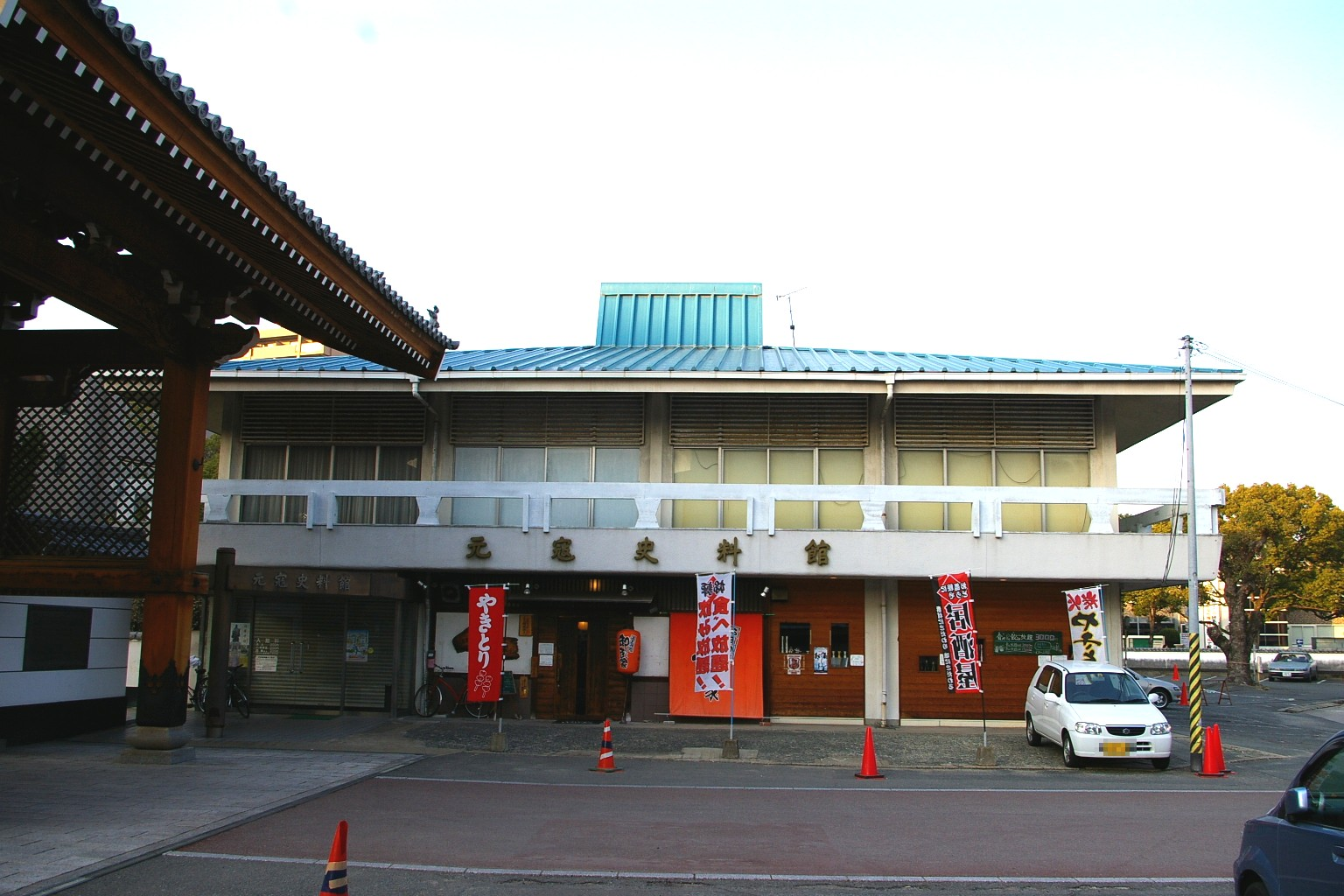
元寇史料館

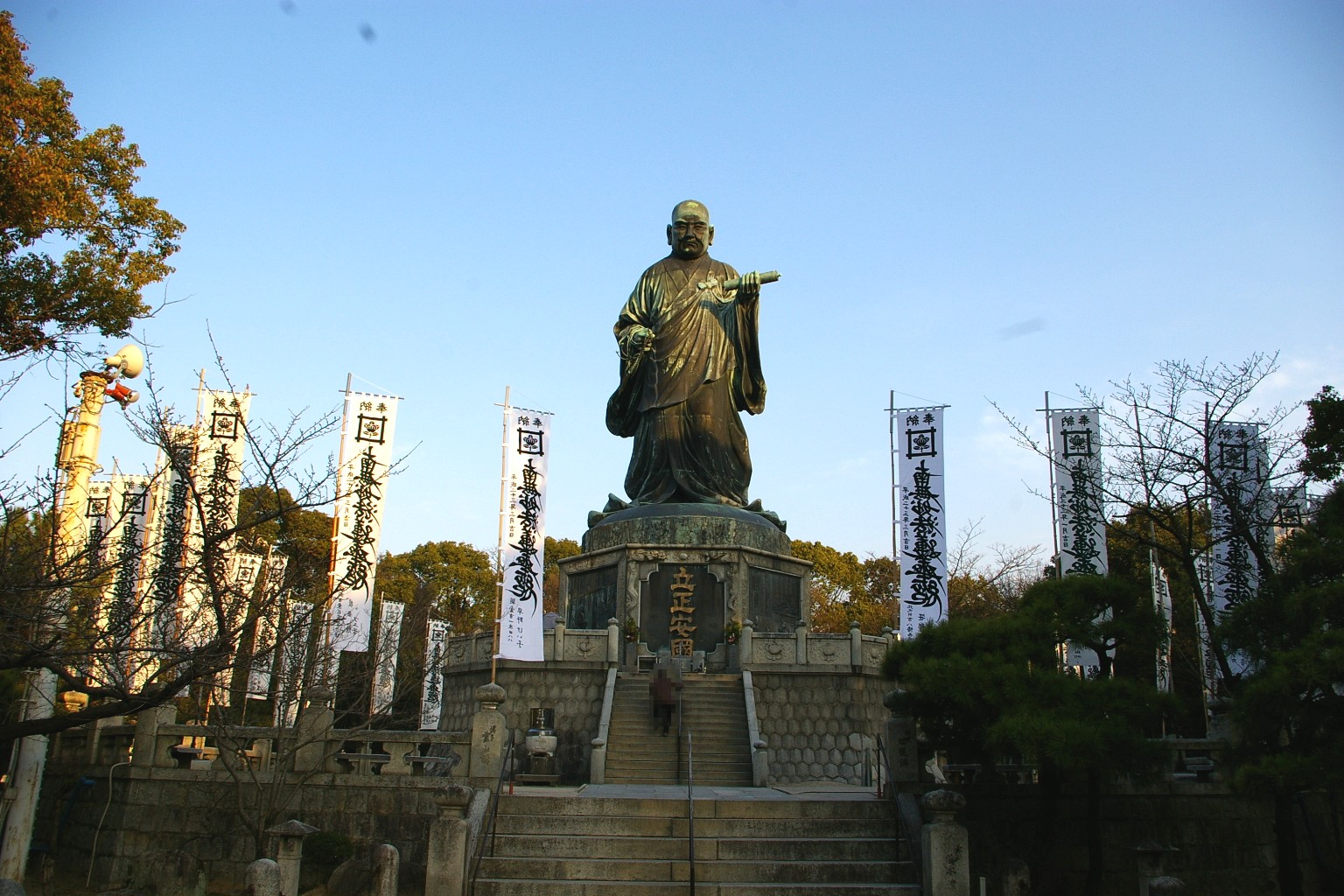
日蓮像

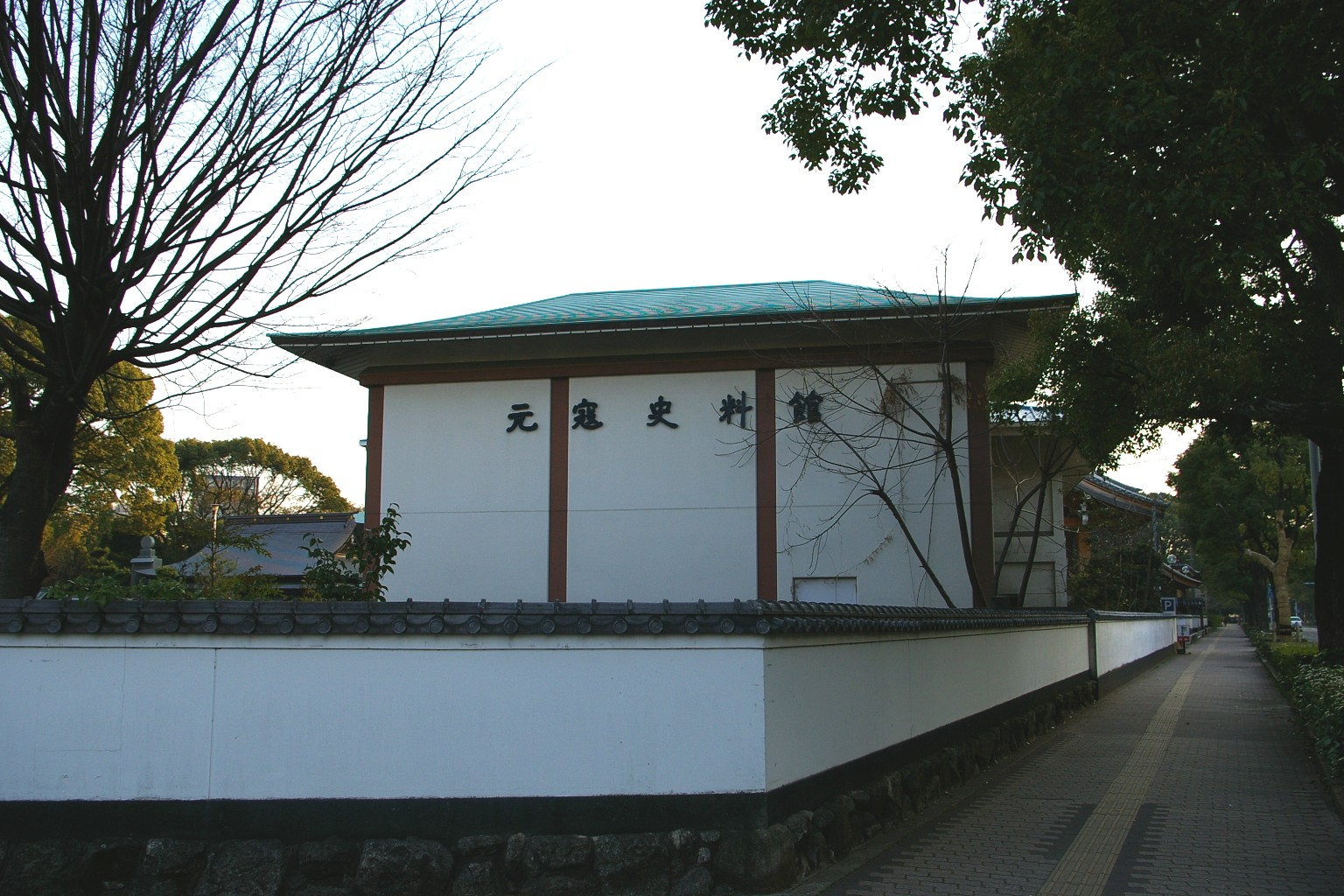
元寇史料館

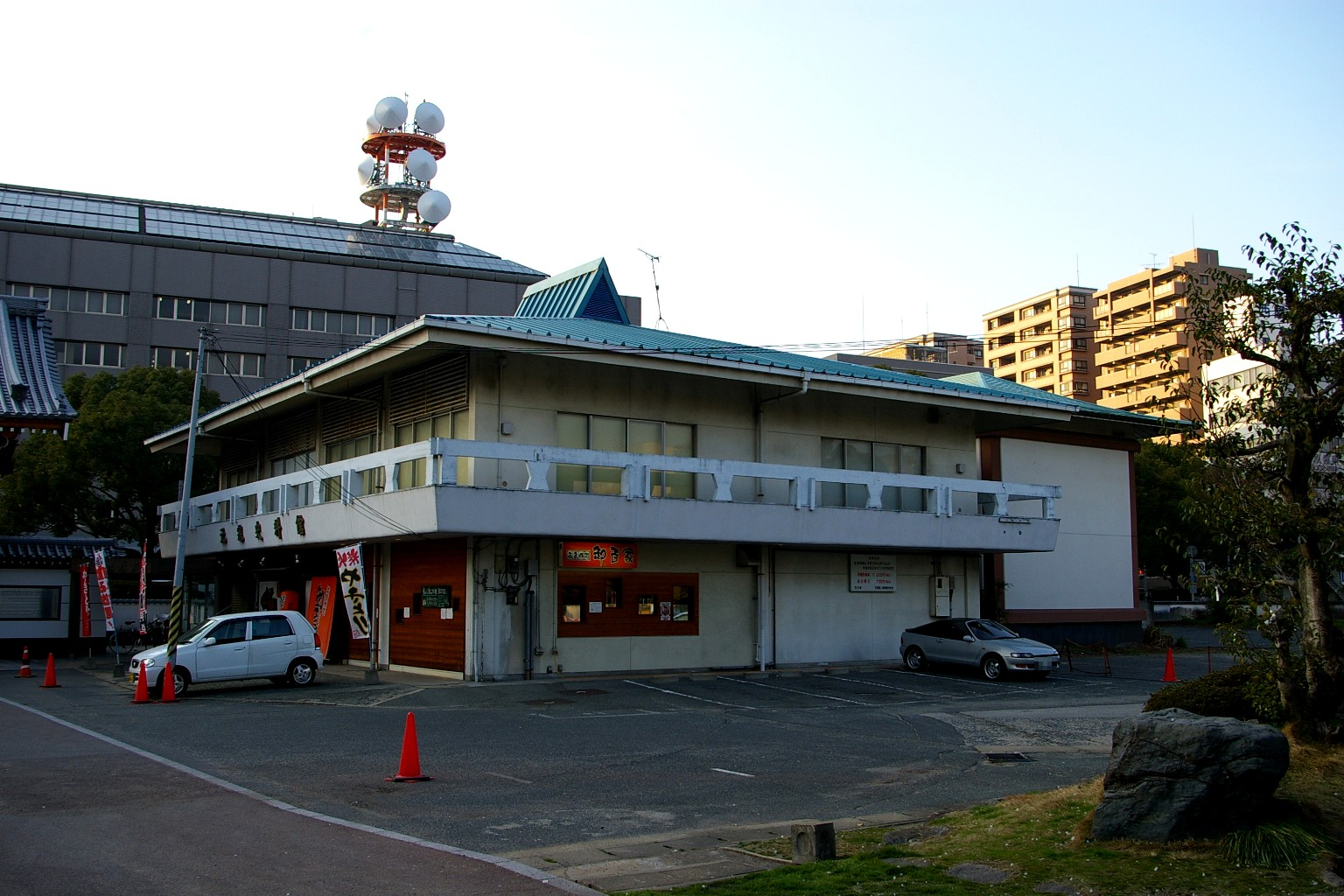
元寇史料館

元寇史料館是位于日本福岡縣福冈市博多区東公園内的博物館，其藏品主要是繳獲自元日战争元寇上繳的武器和裝備，但是也有其他文物。史料館名之“元寇”指的是13世纪元朝皇帝忽必烈发起的对日本的侵略兵。
史料館由日蓮上人銅像護持教会維持管理。史料館最早设立于1904年（明治37年），以后经历搬迁，在1986年（昭和61年）在现址重新开馆，取名｢元寇資料館｣。
进入东公园，首先看见一座1904年建成的高23米的日本佛教日莲宗创始人日莲上人铜像。元寇史料馆为纪念他而建。开始时配合铜像建立一座和本宗历史相关的博物馆，结果展品不够。日莲上人生活在镰仓时代，福冈是日元战争的战场之一。日莲宗信徒将繳獲自元军的武器等捐了出来，建起元寇史料馆。平日来参观的人太少，因此采取预约制，提前打电话才会开门。
史料館的展厅由两部分组成：其一是元寇記念室（后厅），其二陈列日蓮宗史、日莲上人銅像史、武具的歷史等计划展示（前厅）。
史料館陈列包括元日战争之際繳獲的元軍武器等貴重資料，与元寇题材有关的矢田一嘯等画家作品，明治初期、西南战争以及甲午战争中被日军繳獲的清朝北洋水师靖遠號防護巡洋艦上的物品、日俄战争、第一次世界大战青岛战役中日军击败德军所繳獲的战利品。

## 重要陈列藏品
- 元军铠甲
- 元军头盔和短弓
- 繳獲自清军靖遠號的妈祖神龛
- 泥人塑像《日蓮上人佐渡流刑之景》(小島与一作）
- 泥人塑像《鎌倉武士惩罚侵略者》（白水六三郎作）
- 絵画《元寇战斗绘图》（矢田一嘯画）

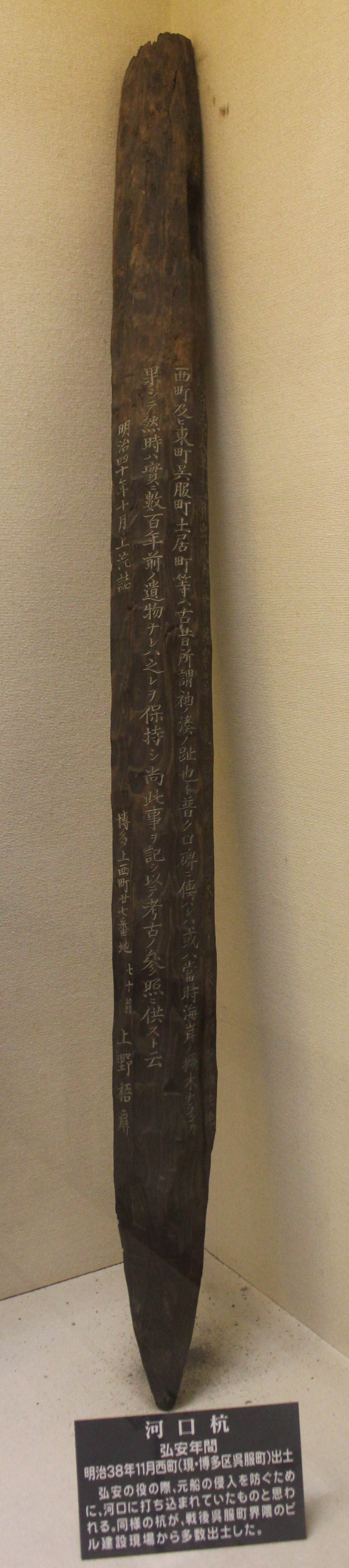
日军棍
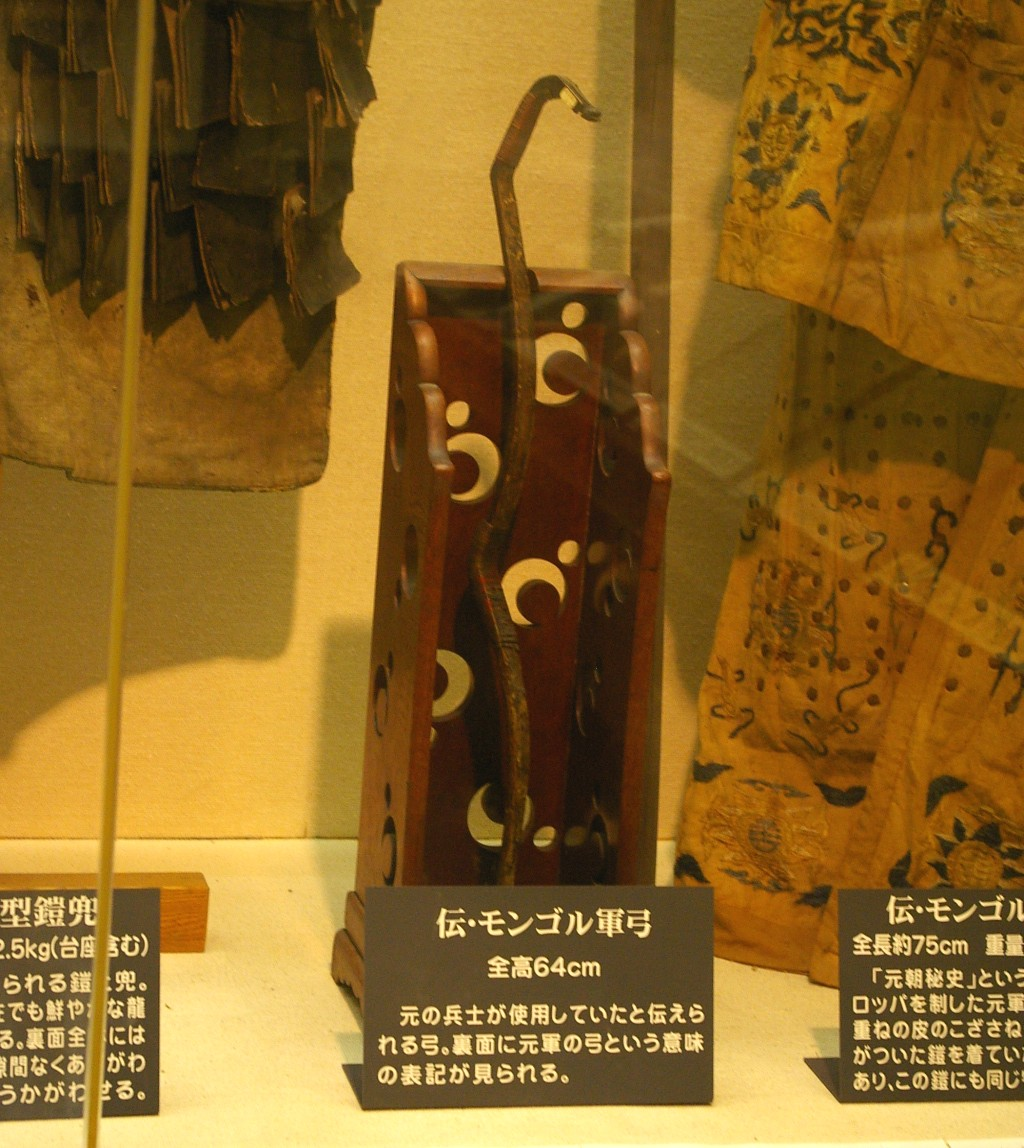
元軍弓
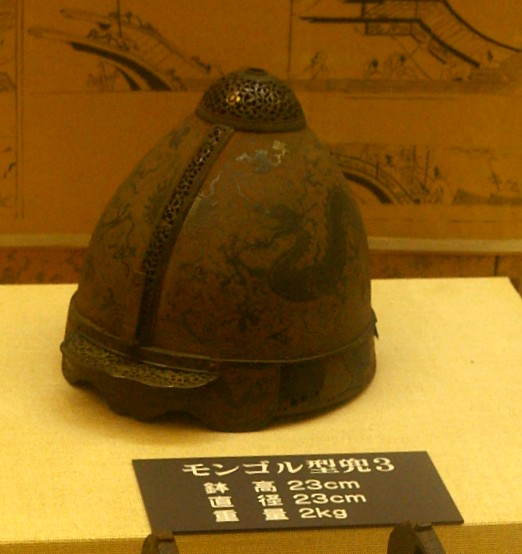
元軍头盔
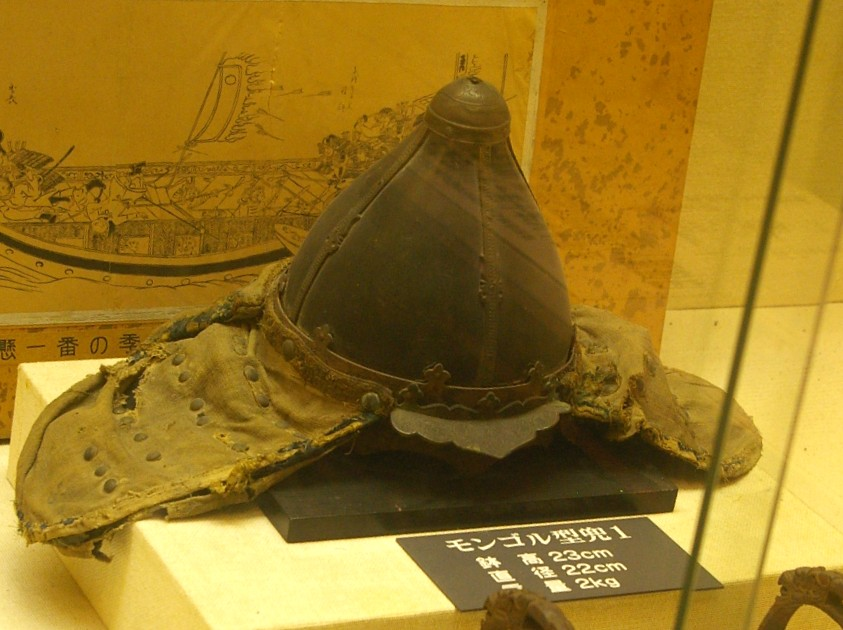
元軍头盔
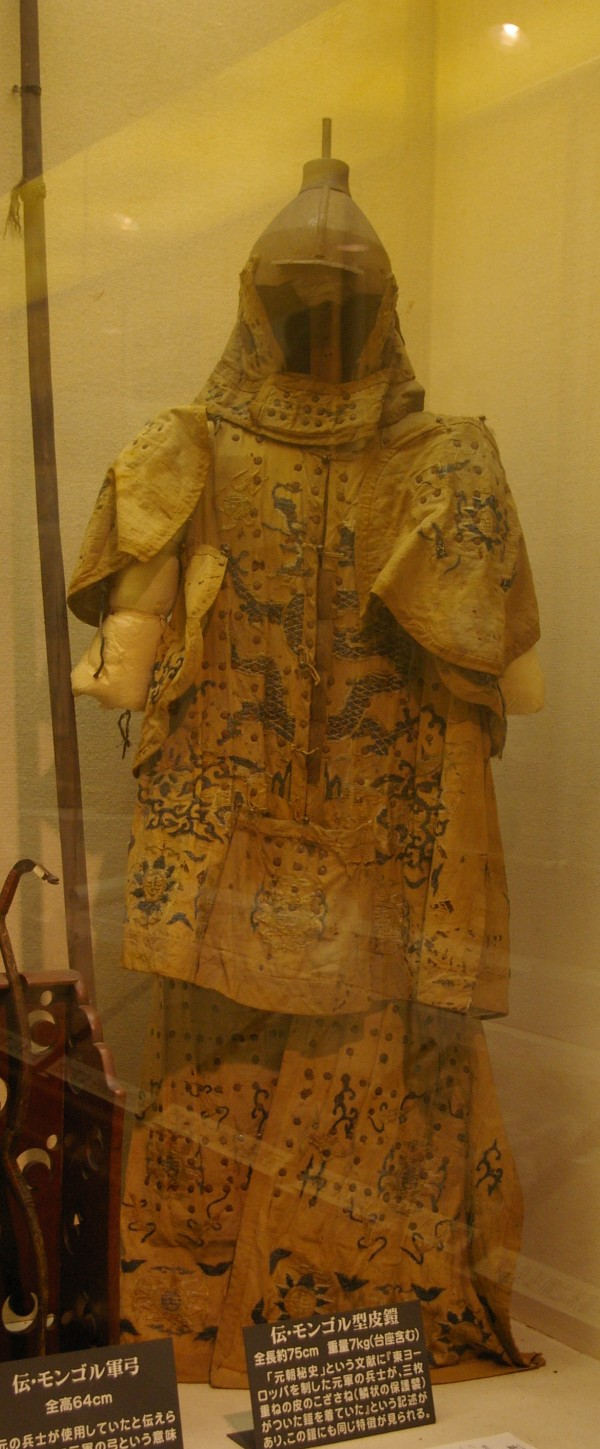
元軍皮铠
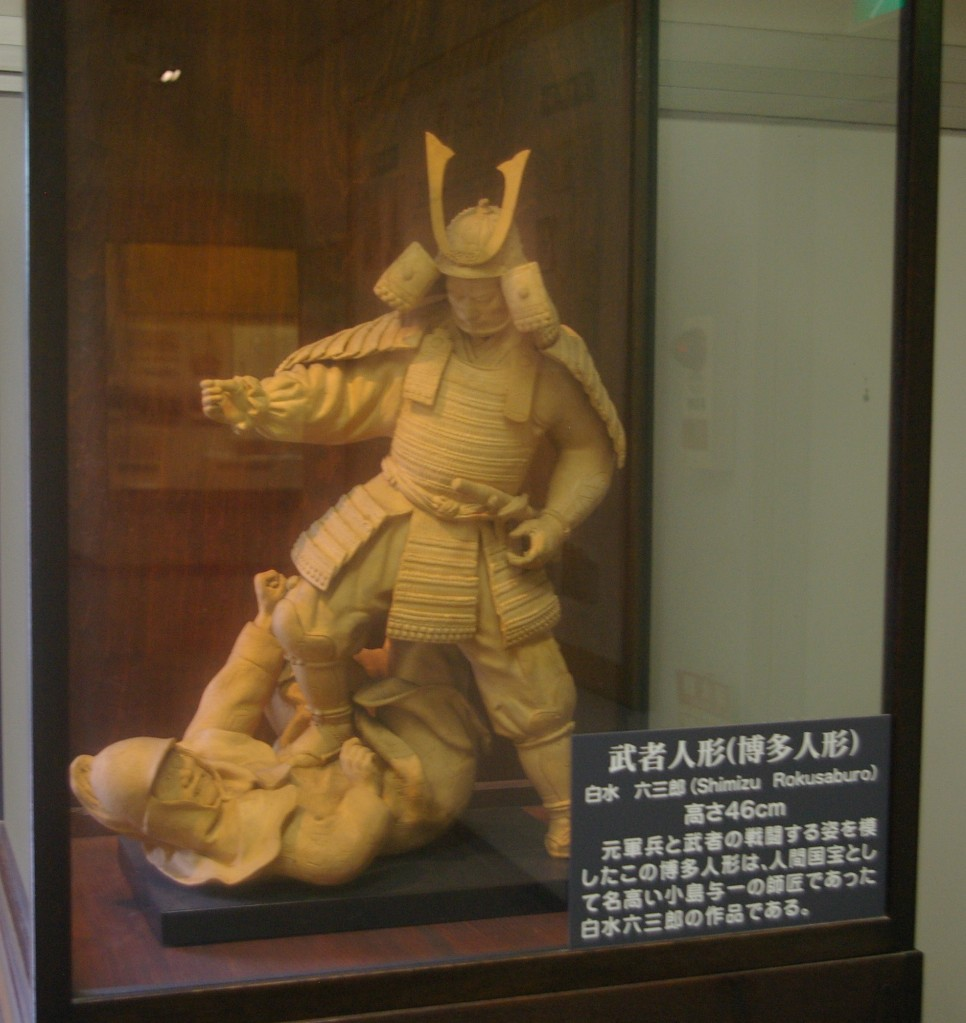
泥人鎌倉武士惩罚侵略者(白水六三郎作)
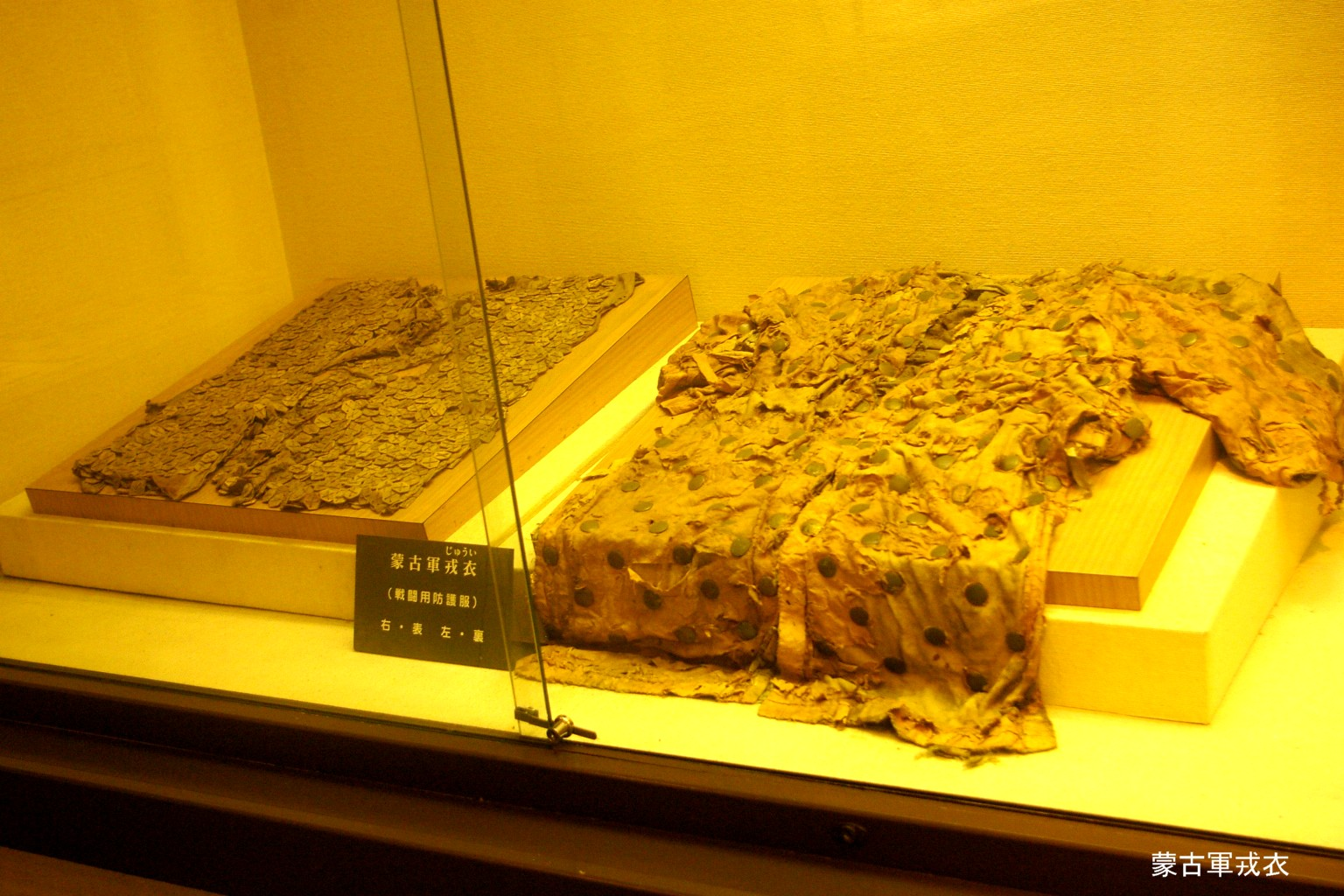
元軍戎衣
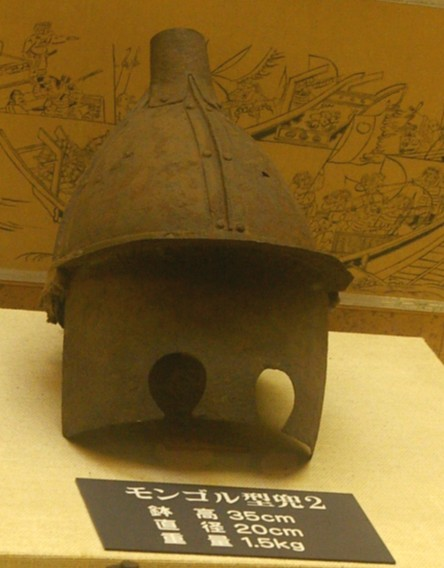
元軍头盔
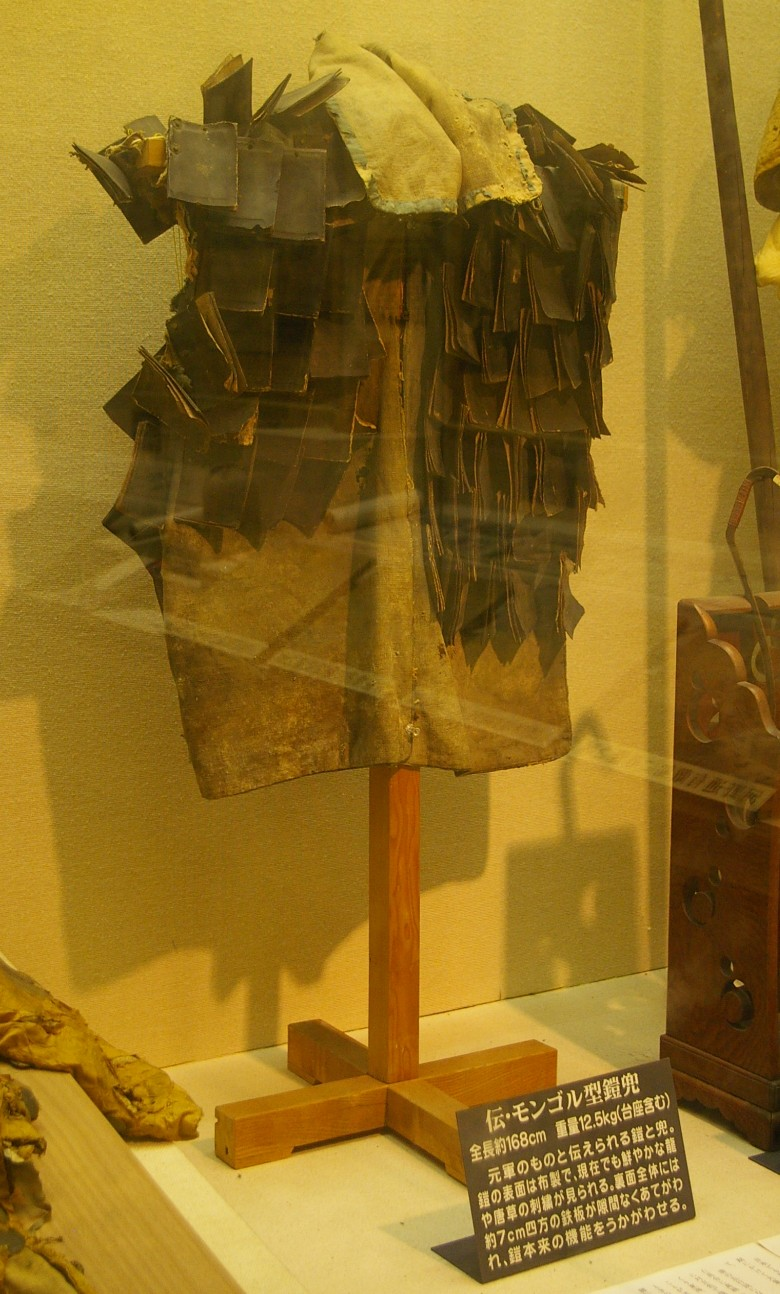
元軍皮铠
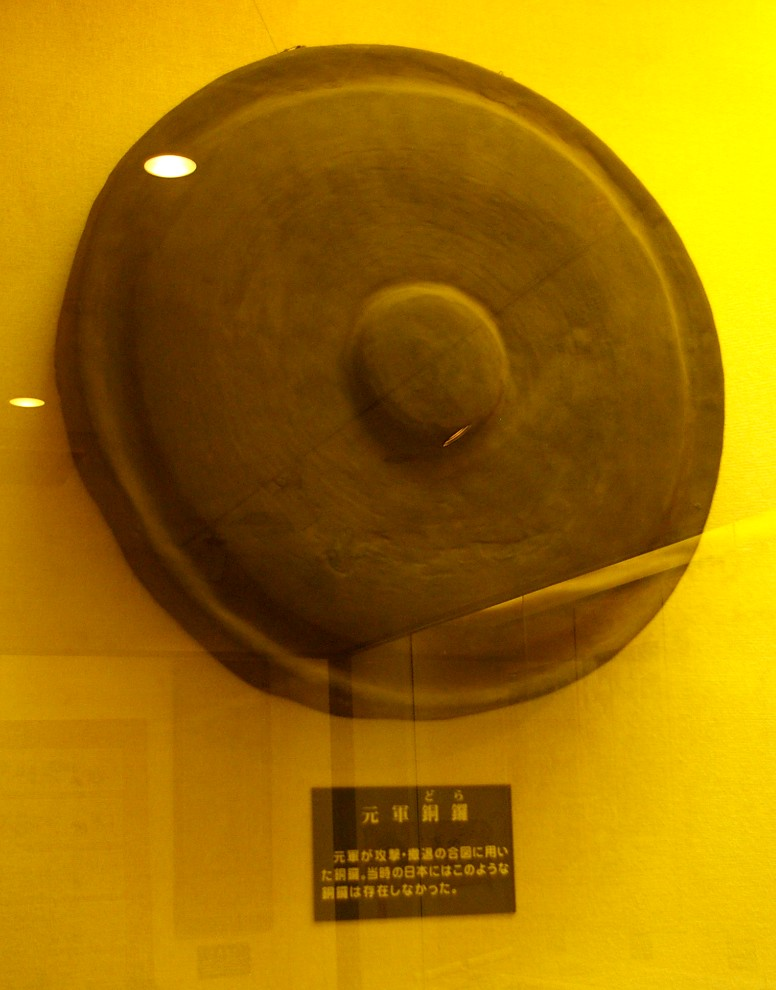
元軍銅鑼
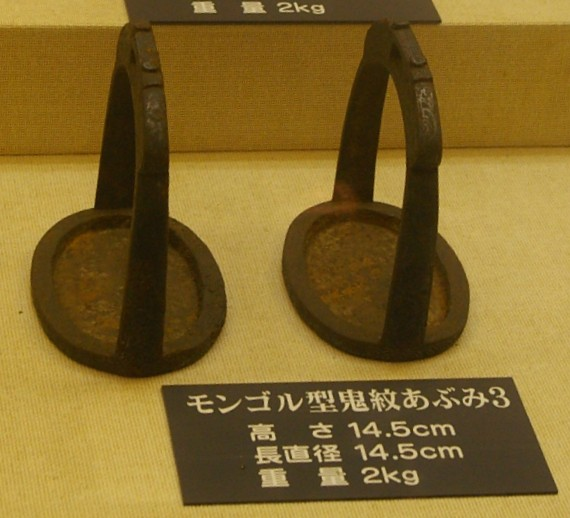
元军鬼紋马镫
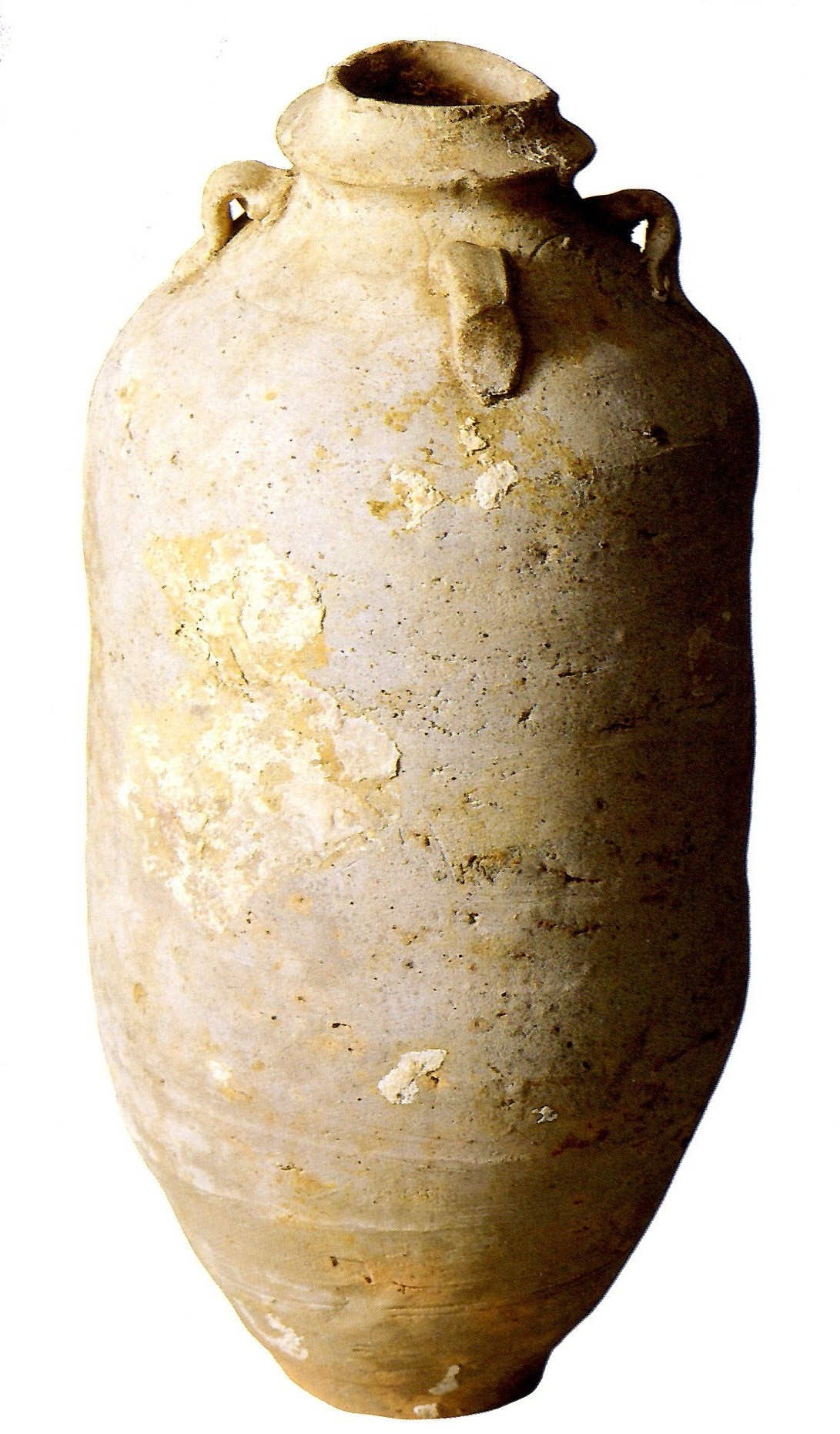
元军水壶
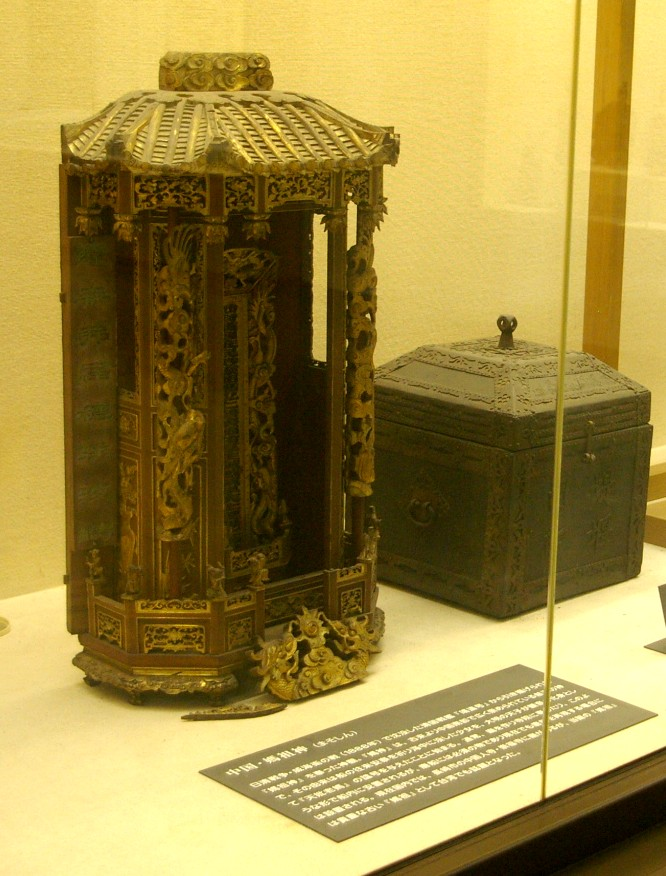
清军北洋水师靖远号妈祖神龛
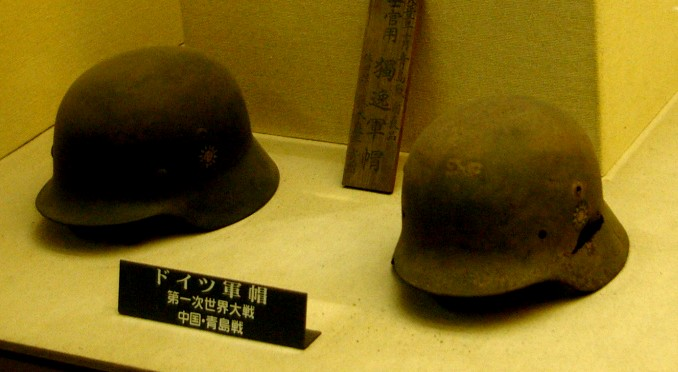
青島战役中日军繳獲的德式頭盔（此解说错误，实为中华民国国军头盔，德国造,并非青島战役虏获）
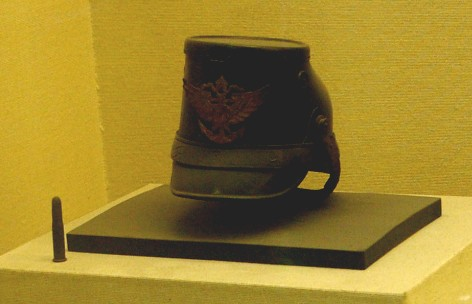
青島战役中日军繳獲的德军将校軍帽（此解说错误，实为德國第三海軍營(Seebataillon)一年志願兵(Einjährig-Freiwilliger）的軍帽)

## 时间
- 開館日：节假日
- 休館日：平日、不定期（事前連絡）
- 開館時間：10:00~16:00
- 门票价：成人300日圆（30名以上团体每人200日圆）

## 交通
- 九州旅客鐵道吉塚站下車、徒歩3分
- 福岡市交通局地铁马出九大病院前站 下車、徒歩3分
- 不定期休馆，可事先联系

## 质疑
馆内的清国军舰神符，木制品，高94.5厘米、长45厘米、宽22厘米。牌位上刻“护国庇民妙灵昭应弘仁普济福佑群生诚感咸孚天上圣母”的字样，铭牌介绍是繳獲自日清战争1888年威海卫之战时被击沉的清国“靖远”号遗物。然而威海卫之战发生在1895年，而非1888年。对此管理人员饭野承认了错误。
馆内有据介绍是第一次世界大战青島战役中日军繳獲的德国頭盔，不过该头盔竟然有青天白日徽，明显是国民革命军德制M35头盔。解说中同次战斗繳獲的德军将校軍帽也有错误，实为德國第三海軍營一年志願兵軍帽。